# Stenocarpus
Genre
Classification APG III (2009)
Stenocarpus est un genre de plantes à fleurs comprenant 25 espèces arbustives appartenant à la famille des Proteaceae.
En Australie, 10 espèces poussent dans les forêts tropicales de l'est de la Nouvelle-Galles du Sud et du Queensland ainsi que dans les forêts de mousson du nord du Queensland, du Territoire du Nord et de l'Australie-Occidentale. Deux de ces espèces de l'est de l'Australie poussent aussi en Nouvelle-Guinée et dans l'une des îles Aru, aux Moluques.  
La plus grande diversité se trouve cependant en Nouvelle-Calédonie, où 12 espèces endémiques sont connues.
L'espèce la plus connue en Australie est sans conteste Stenocarpus sinuatus, dont le nom vernaculaire anglais peut se traduire par : « arbre à roue de feu du Queensland ». Il est fréquemment planté à des fins ornementales le long des rues ou dans les jardins de la côte est.

## Espèces
La liste suivante est extraite de : The Australian Plant Name Index ; The Checklist of the Vascular Flora of New Caledonia ; The Census of Vascular Plants of Papua New Guinea ; The Handbooks of the Flora of Papua New Guinea ; La Flore de Nouvelle-Calédonie et Dépendances ; The Flora of Australia.
- Stenocarpus acacioides NT, WA, Australie
- Stenocarpus angustifolius Qld, Australie
- Stenocarpus comptonii Nouvelle-Calédonie, endémique
- Stenocarpus cryptocarpus Qld, Australie
- Stenocarpus cunninghamii Qld, NT, WA, Australie
- Stenocarpus davallioides Qld, Australie
- Stenocarpus dumbeensis Nouvelle-Calédonie, endémique
- Stenocarpus gracilis Nouvelle-Calédonie, endémique
- Stenocarpus heterophyllus Nouvelle-Calédonie, endémique
- Stenocarpus intermedius Nouvelle-Calédonie, endémique
- Stenocarpus milnei Nouvelle-Calédonie, endémique
- Stenocarpus phyllodineus Nouvelle-Calédonie, endémique
- Stenocarpus reticulatus Qld, Australie
- Stenocarpus rubiginosus Nouvelle-Calédonie, endémique
- Stenocarpus salignus Est NSW, Qld, Australie, Nouvelle-Guinée, Moluques
- Stenocarpus sinuatus Est NSW, Qld, Australie, Nouvelle-Guinée
- Stenocarpus tremuloides Nouvelle-Calédonie, endémique
- Stenocarpus trinervis Nouvelle-Calédonie, endémique
  - var. paradoxus Nouvelle-Calédonie, endémique
  - var. trinervis – Nouvelle-Calédonie, endémique
- Stenocarpus umbelliferus Nouvelle-Calédonie, endémique
  - var. billardieri Nouvelle-Calédonie, endémique
  - var. umbelliferus – Nouvelle-Calédonie, endémique
- Stenocarpus verticis NT, Australie, Nouvelle-Guinée
- Stenocarpus villosus Nouvelle-Calédonie, endémique